# ريتشارد باشا
ريتشارد رضا مصطفى باشا (مواليد 7 مارس 2002) هو لاعب كرة قدم مصري يلعب في مركز المهاجم في نادي لوغانو.

## روابط خارجية
- ريتشارد باشا على موقع قاعدة بيانات كرة القدم.إي يو (الإنجليزية)